# پاموک‌تاش (بایبورد)
پاموک‌تاش {{ترکی|Pamuktaş) (به ارمنی: Արմանա) (به کردی: Îrmene) یک منطقهٔ مسکونی در ترکیه است که در بایبورد واقع شده‌است. پاموک‌تاش ۱۲۳ نفر جمعیت دارد.